# 2406 Orelskaya
2406 Orelskaya eller 1966 QG är en asteroid i huvudbältet som upptäcktes den 20 augusti 1966 av Krims astrofysiska observatorium på Krim. Den har fått sitt namn efter Varvara Orel'skaya.
Asteroiden har en diameter på ungefär 5 kilometer.